# Józef Rymer
Józef Rymer, né le 9 février 1882 à Zabełków et mort le 5 décembre 1922 à Katowice, est un mineur polonais, activiste social, politicien, l'un des dirigeants du 3e soulèvement de Silésie et le premier voïvode de Silésie nommé en 1922.

## Biographie
Józef Rymer est né en Haute-Silésie, dans le village de Zabełków près de Raciborz. À l'âge de 16 ans, il émigre en Westphalie, où il travaille comme mineur.
Lorsqu'en 1902 l'Union Professionnelle Polonaise (pl) (ZZP) a été créée en Westphalie, Józef Rymer devient président de la branche de ZZP qu'il avait créé à Dellwig. En 1907, il devient employé du conseil principal de ZZP à Bochum. En 1909, il est nommé secrétaire général de l'Union ZZP. Il a représenté les travailleurs polonais aux congrès internationaux.
En 1913, il vient à Katowice, poursuivant son activité sociale et patriotique, en tant que président du Conseil Central de l'Union Professionnelle Polonaise, dont le siège était déjà à Katowice. À partir de 1918, il était un activiste du Conseil Suprême du Peuple à Poznań, cette année, il est également devenu vice-président du Parti National des Travailleurs. Il a participé à la création du Conseil Suprême du Peuple de Haute-Silésie, dont il est devenu président.
Au nom du Commissariat du Conseil Suprême du Peuple, il a deux fois représenté la Pologne à la conférence de paix de Paris (pour les questions relatives à la Haute-Silésie).
En 1919, il devient membre de l'Assemblée nationale polonaise, et travaille sur le projet de la future administration des terres silésiennes. Avant le déclenchement du deuxième soulèvement silésien (en), il est sévèrement battu par des militants allemands. 
Il a également pris part au troisième soulèvement silésien (en) en tant que membre de l'Autorité Civile Suprême.
En juin 1922, il devient le premier voïvode de l'autonomie silésienne dans la Pologne renaissante. Après avoir brisé la chaîne symbolique sur le pont frontalier de Brynica, entre Sosnowiec et Szopienic, il a accueilli l'armée du Stanisław Szeptycki entrée en Haute-Silésie. Il occupe le poste de voïvode pendant une courte période, jusqu'à sa mort d'un accident vasculaire cérébral le 5 décembre 1922. Il est enterré au cimetière de Katowice.

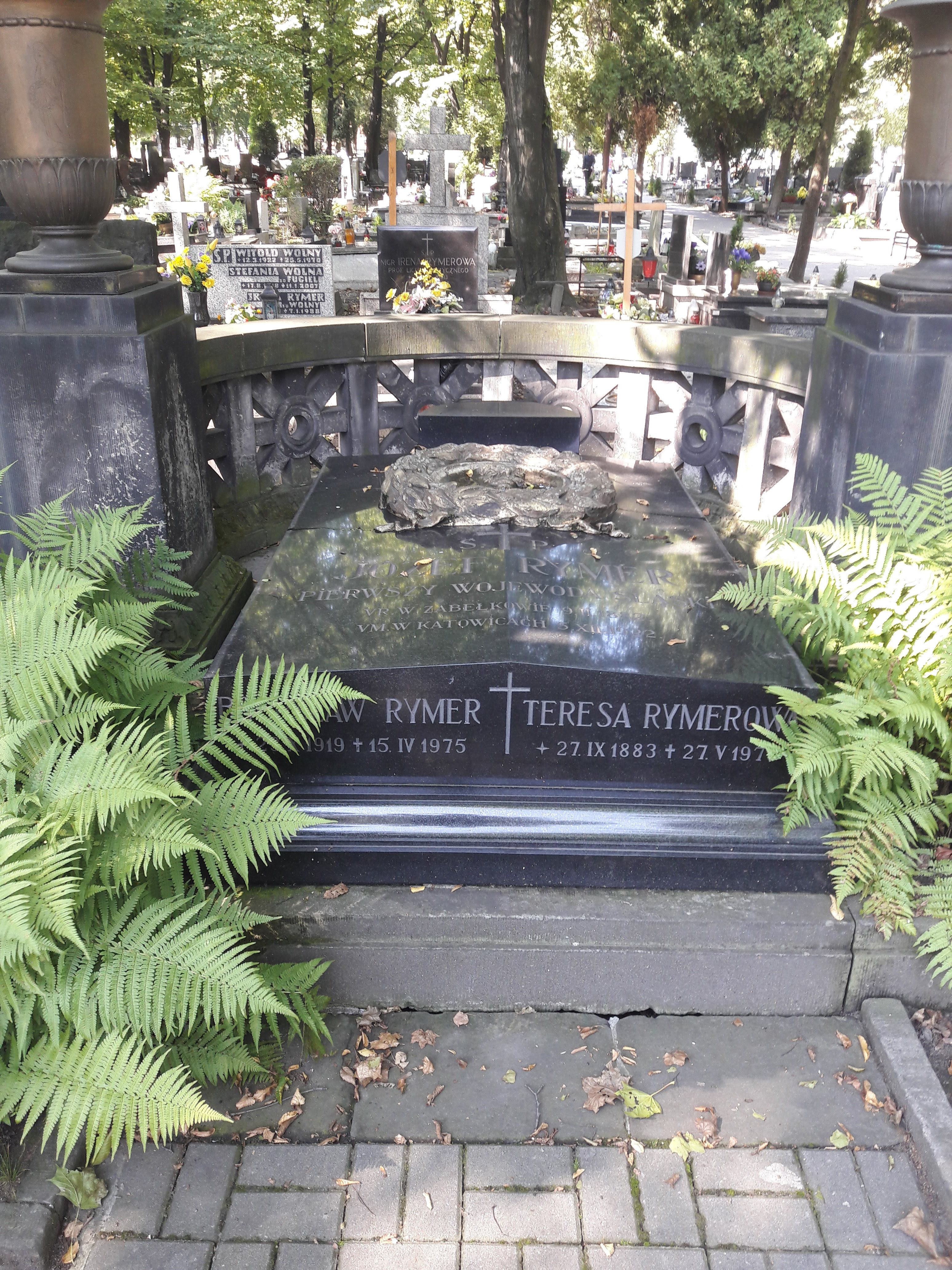
Tombe de Józef Rymer au cimetière de ul. Français à Katowice

Son épouse était Teresa. Il a eu neuf enfants.

## Médailles
- Croix de Commandeur de l'Ordre de Polonia Restituta - à titre posthume (2 mai 1923)[1].

## Commémoration
Józef Rymer est le patron de nombreuses rues de Haute-Silésie, y compris à Katowice, Zabrze et Radlin. Son nom a également patronné la mine de Niedobczyce (maintenant Rybnik), qui avait auparavant un nom allemand similaire - "Römer". Le même nom a été donné à l'équipe de football opérant près de la mine (actuellement Rymer Rybnik).